# Formosa-Airlines-Flug 7601
Der Formosa-Airlines-Flug 7601 (Flugnummer IATA: VY7601 ICAO: FOS7601) war ein Inlandslinienflug der taiwanesischen Regionalfluggesellschaft Formosa Airlines von Taipeh nach Matsu. Am 10. August 1997 verunglückte auf dem Flug eine Dornier 228-212 bei widrigen Wetterverhältnissen. Bei dem Unfall kamen alle 16 Menschen an Bord ums Leben. Es handelte sich damals um den zweitschwersten Flugunfall mit einer Dornier 228. Infolge des Unfalls unternahm ein Mitarbeiter des Wetterdienstes einen Suizidversuch mittels Selbstverbrennung.

## Flugzeug
Bei der betroffenen Maschine handelte es sich um eine Dornier 228 aus deutscher Produktion mit der Werknummer 8220. Die Maschine wurde im Jahr 1993 endmontiert. Im Februar 1993 wurde die Maschine mit dem Luftfahrzeugkennzeichen B-12254 an die Formosa Airlines ausgeliefert, am 24. März 1993 wurde dieses Kennzeichen in B-12256 umgeändert. Das zweimotorige Kurzstreckenflugzeug war mit zwei Turboproptriebwerken vom Typ Garrett TPE331-5A-252D ausgerüstet.

## Passagiere und Besatzung
Den Inlandslinienflug von Taipeh nach Matsu hatten 14 Passagiere angetreten. Es befand sich eine zweiköpfige Besatzung an Bord der Maschine, bestehend aus einem Flugkapitän und einem Ersten Offizier. Auf dem Regionalflug waren keine Flugbegleiter vorgesehen.

## Unfallhergang
Der Anflug auf den Flughafen Matsu Beigan wurde bei sehr schwierigen Wetterverhältnissen mit Regen und starkem Wind durchgeführt. Die Sichtweite betrug 6.000 Meter. Ein erster Anflugversuch endete mit einem Fehlanflug. Beim zweiten Anflugversuch streifte die Maschine einen Kilometer vor der Landebahn Baumwipfel sowie den Wasserturm einer Militäranlage und kollidierte mit dem Jade Hill in einer Höhe von 290 Metern über dem Meeresspiegel. Die Dornier brach bei dem Aufprall auseinander und geriet in Brand. Eine Passagierin überlebte zunächst den Unfall, während die übrigen 15 Insassen ums Leben kamen. Wenige Stunden später starb auch die einzige Überlebende. Berichten zufolge hatten die Piloten gerade ein zweites Durchstartmanöver einleiten wollen, als die Maschine gegen den Berg prallte.

## Folgen
Stunden nach dem Unfall versuchte ein Mitarbeiter des Wetterdienstes, sich durch Selbstverbrennung zu suizidieren. Er wurde im kritischen Zustand und mit schweren Brandwunden ins Krankenhaus eingeliefert. Der Vorsitzende der taiwanesischen Zivilluftfahrtbehörde, Tsai Tui, gab an, dass der Suizidversuch eine Reaktion auf den öffentlichen Aufschrei nach dem Unfall gewesen war.